# La Vengeance d'une sœur

La Vengeance d'une sœur (A Sister's Secret) est un téléfilm américain réalisé par Anthony Lefresne et diffusé en 2009 à la télévision.

## Synopsis
Katherine Morrison a décidé de s'occuper des affaires de son père. Pour ce faire, elle retrouve Jane. Dans le passé, Katherine a eu une liaison avec le frère de Jane. Elle ne lui a jamais pardonné le suicide du jeune homme et attend sa vengeance.

## Fiche technique
- Scénario : Christine Conradt et Brian Davis
- Durée : 96 min
- Pays :  États-Unis

## Distribution
- Alexandra Paul (V.F. : Véronique Augereau) : Katherine
- Cynthia Preston (V.F. : Marie-Laure Dougnac) : Jane
- Paul Whitney (V.F. : Patrick Messe) : Jim
- Deborah Grover (V.F. : Josiane Pinson) : Florence
- Ron Gabriel (V.F. : Alain Flick) : Oncle Tony
- Philip Craig (V.F. : Gérard Rinaldi) : James Morrison
- Cinthia Burke (V.F. : Nathalie Karsenti) : Claire
- Richard Nash : David Porter
- Daniel Simpson : Garde de la sécurité
- Sean Tucker : Eric
- Peter Michael Dillon : Ron
- Kathy Logan : Angie
- Claudia Jurt : Goldie
- Ken Proulx : Chuck

Sources V. F. : Carton de doublage TF1